# Jacksboro (Texas)
Jacksboro es una ciudad situada en el condado de Jack, Texas, Estados Unidos. Tiene una población estimada, a mediados de 2023, de 4219 habitantes.
Es la sede del condado.

## Geografía
La localidad está ubicada en las coordenadas 33°13′33″N 98°09′33″O / 33.22583, -98.15917 (33.225763, -98.159169). Según la Oficina del Censo, tiene una superficie total de 20.95 km², de los cuales 18.72 km² corresponden a tierra firme y 2.23 km² están cubiertos de agua.

## Demografía
Según el censo de 2020, en ese momento había 4184 personas residiendo en la localidad. La densidad de población era de 223.50 hab./km².
| Raza                   | Núm. | Porc.   |
| ---------------------- | ---- | ------- |
| Blancos                | 2773 | 66.28%  |
| Afroamericanos         | 308  | 7.36%   |
| Amerindios             | 42   | 1.00%   |
| Asiáticos              | 33   | 0.79%   |
| Isleños del Pacífico   | 2    | 0.05%   |
| De otras razas         | 655  | 15.65%  |
| De una mezcla de razas | 371  | 8.87%   |
| Total                  | 4184 | 100.00% |

Del total de la población, el 27.27% eran hispanos o latinos de cualquier raza.